# Andrea Pezzi

Andrea Pezzi nel 2023

Andrea Pezzi (Ravenna, 21 novembre 1973) è un imprenditore e conduttore televisivo italiano.

## Biografia
Nato a Ravenna, è cresciuto in provincia ad Alfonsine. Ha mosso i primi passi come DJ a Radio Studio 93 e si è diplomato nel 1993 all'Istituto Tecnico Commerciale "Giuseppe Compagnoni" di Lugo, per poi conseguire la laurea in psicologia presso l'Università statale di San Pietroburgo in Russia.

### Carriera televisiva
Dopo aver esordito come DJ a Radio Deejay, nel 1996 inizia a lavorare come VJ per MTV, dove presenta nello stesso anno HOT! e nel 1998 Tokusho, programmi in cui lavora con Mao, Morgan e Francesco Mandelli. Dal 1999 al 2001 conduce poi Kitchen, programma in cui un ospite illustre viene invitato a proporre una ricetta e a cucinarla mentre viene intervistato. Un altro suo lavoro, sempre su MTV, è stato l'ideazione e la realizzazione della sitcom Bradipo in onda dal 2001 al 2002.
Successivamente per la Rai conduce i programmi Serenate su Rai 2 nel 1998, Mondi nuovi e Il tornasole nel 2006, mentre presenta Internet cafè su Rai 3 nel 2003. Su Gambero Rosso Channel nel 2001 conduce la serie Pezzi di..., un programma sulla cultura alimentare di vari Paesi del mondo. Ha lavorato anche per Mediaset presentando nel 2001 su Italia 1 il format 2008, dove nasce l'idea della doppia intervista, poi ripresa da un altro programma della rete: Le Iene.

### Pubblicazioni
È autore di quattro libri: il primo, uscito nel 1999, è Kitchen, ispirato alla sua trasmissione omonima in onda all'epoca su MTV; nel 2006 egli pubblica Mondi Nuovi, anch'esso ricalcante il nome di un suo programma TV, però della Rai; nel 2009 esce il libro Fuori Programma, edito da Bompiani: una sorta di diario culturale in cui racconta il percorso interiore dei suoi anni giovanili
Nel 2019 pubblica Io sono. Gli altri per incontrare me stesso: un libro che nasce dal desiderio di rimettere l’umano al centro del dibattito culturale, ridefinendo e radicando nel mondo della vita il senso stesso dell’intelligenza.

### Attività imprenditoriale
Dal 2006, dopo aver lasciato il mondo dello spettacolo, fonda quattro aziende. La prima è OVO, una media company che produce brevi video documentari di taglio enciclopedico adatti alla diffusione sul web e messa in liquidazione nel 2009.
Acquista la libreria video di OVO e in seguito crea The Outplay, una piattaforma tecnologica di distribuzione video e "GoalScout", una directory indicizzata del calcio italiano che utilizza gli archivi storici della Serie A, acquisita nel 2017 dal gruppo cinese "Wanda Sport".

#### MINT
Nel 2014 fonda "Myntelligence", che in seguito si evolve in "MINT": l'azienda, con sede a Milano, New York, Londra, Parigi e San Paolo, offre la prima piattaforma con un modello Software as a Service (SaaS) di automazione del digital advertising.
Dal 2015 diventano suo socio Davide Serra. Il fondo francese Tikeau investirà nell'azienda nel 2019.
Nel 2024 rinuncia a ruoli operativi chiamando a sostituirlo come amministratore delegato Lorenzo Larini (ex Ipsos Nord America) ed assume la posizione di presidente.

### Associazioni fondate e consulente di aziende
Nel 2021 diventa consulente di Arnaud de Puyfontaine, Amministratore Delegato di Vivendi dal 2014 ed ex Presidente Esecutivo della TIM dal 2017 al 2018.
Con Carlo De Matteo e l'allora compagna Cristiana Capotondi nel 2019 dà vita all'Associazione "Io Sono".

#### La Fondazione Andrea Pezzi
Dopo due anni di esperienza nel mondo non profit con l'Associazione IoSono, dà il via al progetto culturale non profit APF (Andrea Pezzi Foundation). 

Obiettivo della Fondazione è quello di riaffermare oggi, nel pieno della trasformazione digitale nelle nostre società, l’importanza di una visione universale e perenne della cultura umanista. 

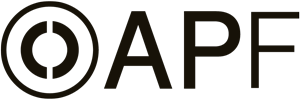
Il logo della Andrea Pezzi Foundation

APF organizza ogni anno a Milano il "Festival dell’Umano", una giornata di riflessioni sull’essere umano in rapporto alle idee e al mondo circostante, a cui aderiscono come sponsor e sostenitori, oltre alle realtà universitarie milanesi (Università degli Studi di Milano, Università Cattolica del Sacro Cuore, Politecnico di Milano, Università commerciale "Luigi Bocconi"), anche aziende italiane e multinazionali (IBM, Cisco, Enel, Poste Italiane, BPM, Amplifon, MINT). 
APF ha lanciato anche un progetto editoriale di podcast: il format Umanisti, pensato per ripercorrere vita e pensieri di uomini e donne che nel corso della storia hanno ispirato una visione che mette al centro gli esseri umani in tutta la loro polivalenza.
Il format Conversazioni è un podcast-evento che vede Andrea Pezzi conversare con figure rilevanti nel panorama culturale italiano, toccando i valori che contraddistinguono la Fondazione. Annuario è invece il podcast che ogni anno porta avanti la riflessione sull'essere umano.
APF ha inoltre prodotto lo spettacolo teatrale "Intelligenza Naturale": lo spettacolo-racconto di e con Andrea Pezzi, regia di Clemente Pernarella e amichevole supervisione di Davide Livermore, debuttato al Teatro Carcano di Milano il 27 maggio 2025 facendo sold-out e che prevede un tour italiano nella stagione 2025/2026. Si tratta di un viaggio nella complessa interazione tra tecnologia e umanità per esplorare insieme al pubblico una delle sfide più decisive del nostro tempo: da un lato, la macchina e l’intelligenza artificiale sono strumenti pensati per ottimizzare le scelte e rendere ogni aspetto della vita più efficiente e razionale; dall’altro, l’essere umano è chiamato a ridefinire sé stesso, riscoprendo la propria identità naturale.

## Vita privata
A fine anni novanta ebbe una storia con Claudia Pandolfi, che per lui lasciò il marito pochi giorni dopo il matrimonio.
Dal 2006 all'estate 2021 è stato il compagno dell'attrice Cristiana Capotondi.

## Filmografia
- 20 - Venti, regia di Marco Pozzi (2000)
- Bradipo - serie TV (MTV, 2001-2002)

## Programmi televisivi
- HOT! (MTV, 1996)
- Tokusho (MTV, 1998)
- Serenate (Rai 2, 1998)
- Sushi (MTV, 1999)
- Tiziana (MTV, 1999)
- Sashimi (MTV, 1999)
- Kitchen (MTV, 1999-2001)
- 2008 (Italia 1, 2001)
- Nuovi Mondi (Rai, 2001)
- Pezzi di... (Gambero Rosso Channel, 2001)
- Internet cafè (Rai 3, 2003)
- Il tornasole (Rai 2, 2006)
- Barbareschi Sciock (LA7, 2010)

## Radio
- (Radio Zero, 1990)
- (Radio Deejay, 1996-2001)
- (Rai Radio Due, 2002-2005)

## Podcast
- Umanisti (2025-in corso)
- Conversazioni (2024-in corso)
- Annuario (2024-in corso)
- Mi piace perché.. (2024)

## Libri
- Kitchen, Bompiani, 1999, ISBN 978-88-45242-09-0.
- Mondi nuovi. Diario figurato, Hacca, 2006, ISBN 978-88-89920-04-6.
- Fuori programma, Bompiani, 2008, ISBN 978-88-45261-58-9.
- Io sono. Gli altri per incontrare me stesso, La Nave di Teseo, 2019, ISBN 978-88-93950-51-0.